# Bradley Boston
Bradley Boston –conocido como Brad Boston– (Sarnia, 29 de agosto de 1984) es un deportista canadiense que compitió en vela en la clase Soling.
Ganó una medalla de bronce en el Campeonato Mundial de Soling de 1997. Participó en dos Juegos Olímpicos de Verano, en los años 1996 y 2000, ocupando el quinto lugar en Atlanta 1996 en la clase Soling.

## Palmarés internacional
| \| Campeonato Mundial \| Campeonato Mundial \| Campeonato Mundial \| Campeonato Mundial \| \| Año \| Lugar \| Medalla \| Clase \| \| ------------------ \| -------------------- \| ------------------ \| ------------------ \| \| 1997 \| Rungsted (Dinamarca) \| Medalla de bronce \| Soling \| |                      |                   |        |
| Campeonato Mundial |                      |                   |        |
| Año | Lugar                | Medalla           | Clase  |
| 1997 | Rungsted (Dinamarca) | Medalla de bronce | Soling |